# Закревська Катерина
Катерина Закревська (біл. Кацярына Закрэўская; нар. 19 вересня 1986, Гродно, Білоруська РСР, СРСР) — білоруська волейболістка, догравальник. Гравець національної збірної.

## Із біографії
В сезоні 2014/15 була гравцем команди «Таурон» (Домброва-Гурнича).
У складі збірної Білорусі виступала на чемпіонаті Європи 2013 року.
У липні 2020 року вирішила поновити кар'єру після чотирічної перерви, увійшла до складу «Жемчужини Полісся», але через загострення старої травми не змогла дебютувати за команду з Мозиря.

## Клуби
| Клуб                        | Роки      |
| --------------------------- | --------- |
| «Атлант» (Барановичі)       | 2004−2010 |
| «Анкарагюджю» (Анкара)      | 2010−2011 |
| «Томиш» (Констанца)         | 2011−2012 |
| «Рабіта» (Баку)             | 2012−2013 |
| «Протон» (Балаково)         | 2012−2013 |
| «Уфимочка» (Уфа)            | 2013−2014 |
| «Штіїнца» (Бакеу)           | 2013−2014 |
| «Таурон» (Домброва-Гурнича) | 2014-2015 |
| «Атлант» (Барановичі)       | 2015−2016 |

## Спортивні досягнення
Чемпіонат Білорусі:
- 1.місце: 2006, 2008, 2009
- 2.місце: 2007
- 3.місце: 2005, 2010

Чемпіонат Румунії:
- 1.місце: 2012, 2014

Кубок Румунії:
- Переможець: 2014